# Дуальний многогранник

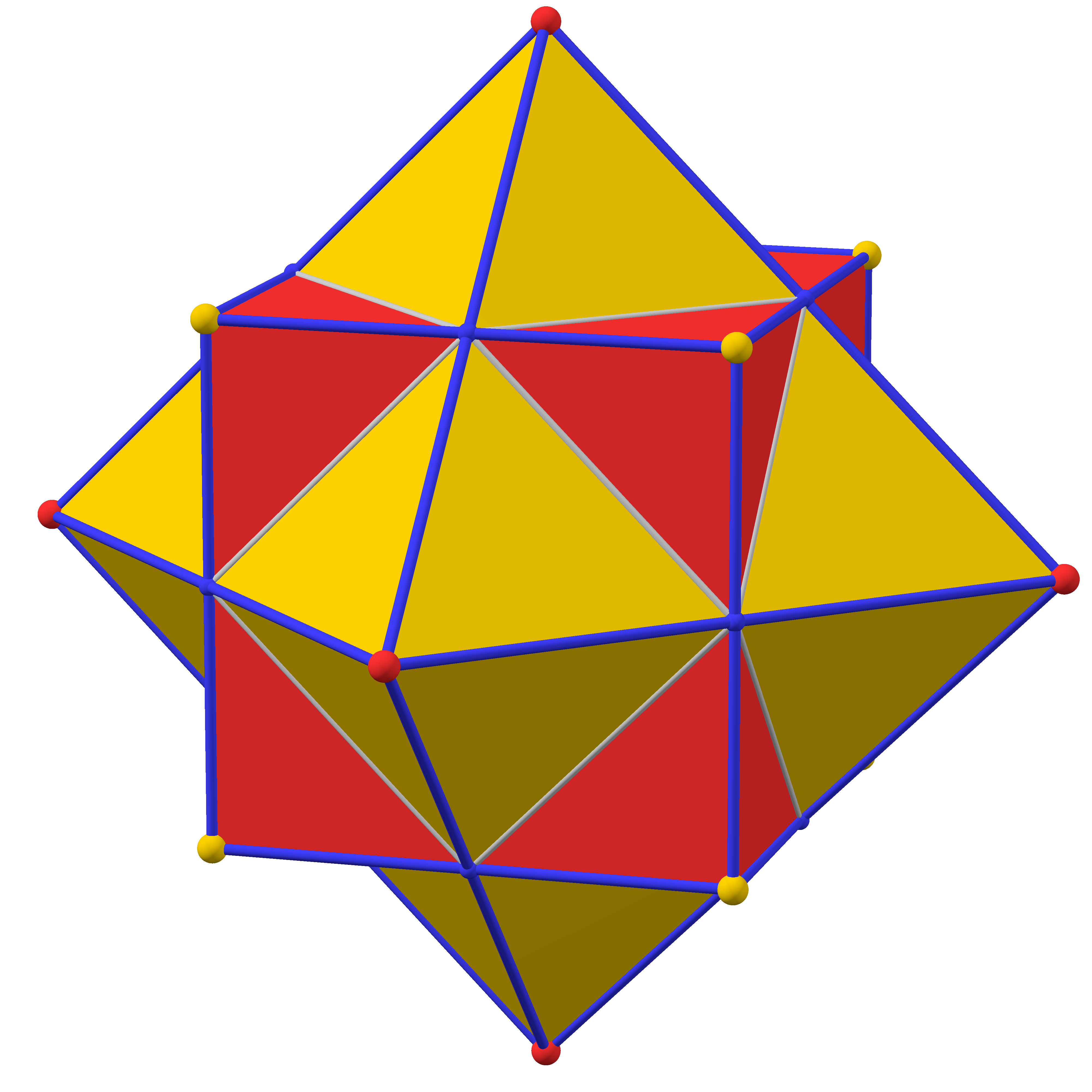
Дуальним до куба є октаедр. Вершини одного відповідають граням іншого, а ребра відповідають один одному.

Многогранник, дуальний до заданого многогранника — многогранник, у якого кожній грані вихідного многогранника відповідає вершина дуального, кожній вершині вихідного — грань дуального. Кількість ребер вихідного і дуального многогранників однакові. Многогранник, дуальний дуальному, гомотетичний вихідному.